# Mark Brunell
Mark Allen Brunell (17 de setembro de 1970, Los Angeles, Califórnia) é um ex-jogador profissional de futebol americano estadunidense da National Football League. Ele ainda foi campeão da temporada de 2009 da NFL jogando pelo New Orleans Saints.